# Присойе (Билеча)
Присойе (серб. Присоје / Prisoje) — село в общине Билеча Республики Сербской Боснии и Герцеговины. В настоящее время село необитаемо.

## Население[3]
- 1961 год — 69 человек
- 1971 год — 42 человека
- 1981 год — 27 человек
- 1991 год — 11 человека (все боснийцы)